# Iași Open 2024

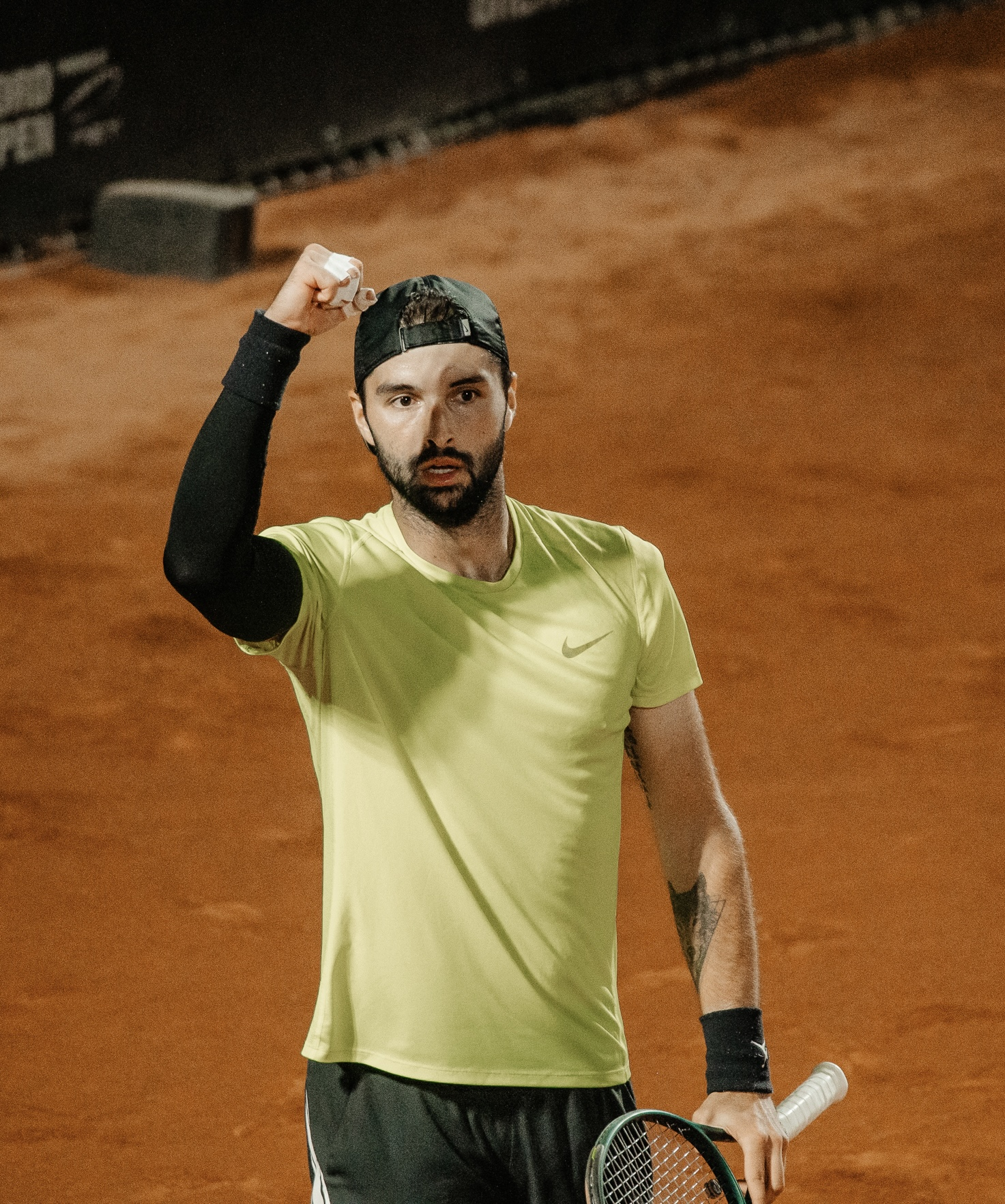
Bogdan Pavel ve finále jaské čtyřhry

Iași Open 2024 byl společný tenisový turnaj mužského okruhu ATP Challenger Tour a ženského okruhu WTA Tour hraný v areálu Baza sportiva Ciric (sportovní základně Ciric). Pátý ročník mužského a třetí ženského Iași Open probíhal mezi 8. a 26. červencem 2024 v rumunských Jasech na antukových dvorcích. 
Mužská polovina s rozpočtem 120 950 eur byla hrána pod názvem Concord Iași Open 2024. Patřila do okruhu ATP Challenger Tour v druhé nejvyšší kategorii 100. Ženská část se jménem UniCredit Iași Open 2024 byla dotována 232 244 eury a patřila do kategorie WTA 250. Titulárním partnerem ženského turnaje se stala mezinárodní bankovní skupina UniCredit. Ženská část byla přechodně povýšena ze série WTA 125 do okruhu WTA Tour, když získala jednoletou licenci od ženského turnaje Hamburg Open. Němečtí organizátoři nebyli schopni zajistit, v programu olympijského roku, pořádání mužské i ženské události na nejvyšších okruzích WTA a ATP Tour.
Nejvýše nasazenými singlisty se stali stý hráč světa Camilo Ugo Carabelli z Argentiny a světová jednatřicítka Mirra Andrejevová. Jako poslední přímí účastníci do dvouher nastoupili český 259. tenista pořadí Dalibor Svrčina a 100. žena klasifikace Marija Timofejevová.
V důsledku invaze Ruska na Ukrajinu na konci února 2023 řídící organizace tenisu ATP, WTA a ITF s grandslamy rozhodly, že ruští a běloruští tenisté mohli dále na okruzích startovat, ale do odvolání nikoli pod vlajkami Ruska a Běloruska.
První titul v rámci WTA Tour vybojovala ve dvouhře 17letá Mirra Andrejevová, která se stala čtvrtou nejmladší vítězkou na okruhu od roku 2006. Čtyřhru ovládly nejvýše nasazené Anna Danilinová s Irinou Chromačovovou, které získaly premiérovou společnou trofej. Jedenáctý singlový challenger vyhrál 31letý Bolivijec Hugo Dellien. Debutové challengerové trofeje si z deblové soutěže odvezli Rumuni Cezar Crețu a Bogdan Pavel.

## Rozdělení bodů a finančních odměn

### Rozdělení bodů
| Soutěž       | Soutěž       | vítězové | finalisté | semifinalisté | čtvrtfinalisté | 16 v kole | 32 v kole | Q  | Q2 | Q1 |
| ------------ | ------------ | -------- | --------- | ------------- | -------------- | --------- | --------- | -- | -- | -- |
| dvouhra mužů | [ 4 ] [ 11 ] | 100      | 50        | 25            | 14             | 7         | 0         | 0  | 2  | 0  |
| čtyřhra mužů | [ 12 ]       | 100      | 60        | 36            | 20             | 0         | —         | —  | —  | —  |
| dvouhra žen  | [ 3 ] [ 13 ] | 250      | 163       | 98            | 54             | 30        | 1         | 18 | 12 | 1  |
| čtyřhra žen  | [ 14 ]       | 250      | 163       | 98            | 54             | 1         | —         | —  | —  | —  |

### Finanční odměny
| Soutěž                                  | Soutěž       | vítězové | finalisté | semifinalisté | čtvrtfinalisté | 16 v kole | 32 v kole | Q2      | Q1      |
| --------------------------------------- | ------------ | -------- | --------- | ------------- | -------------- | --------- | --------- | ------- | ------- |
| dvouhra mužů                            | [ 4 ] [ 11 ] | 16 550 € | 9 705 €   | 5 740 €       | 3 340 €        | 1 960 €   | 1 200 €   | 600 €   | 300 €   |
| dvouhra žen                             | [ 3 ] [ 13 ] | 30 650 € | 18 110 €  | 10 010 €      | 5 750 €        | 3 512 €   | 2 512 €   | 1 860 € | 1 200 € |
| čtyřhra mužů                            | [ 12 ]       | 6 845 €  | 4 050 €   | 2 400 €       | 1 420 €        | 800 €     | —         | —       | —       |
| čtyřhra žen                             | [ 14 ]       | 11 150 € | 6 270 €   | 3 600 €       | 2 150 €        | 1 652 €   | —         | —       | —       |
| částky ve čtyřhrách jsou uvedeny na pár |              |          |           |               |                |           |           |         |         |

## Dvouhra mužů

### Nasazení
| Stát                            | Hráč                      | ATP  | Nasazení |
| ------------------------------- | ------------------------- | ---- | -------- |
| Argentina                       | Camilo Ugo Carabelli      | 100. | 1.       |
| Španělsko                       | Albert Ramos-Viñolas      | 107. | 2.       |
| Argentina                       | Juan Manuel Cerúndolo     | 139. | 3.       |
| Argentina                       | Román Andrés Burruchaga   | 142. | 4.       |
| USA                             | Nicolas Moreno de Alboran | 146. | 5.       |
| Bolívie                         | Hugo Dellien              | 171. | 6.       |
| Brazílie                        | Gustavo Heide             | 185. | 7.       |
| Francie                         | Enzo Couacaud             | 195. | 8.       |
| Žebříček ATP k 1. červenci 2024 |                           |      |          |

### Jiné formy účasti
Následující hráči obdrželi divokou kartu do hlavní soutěže:
- Gabi Adrian Boitan
- Cezar Crețu
- Nicholas David Ionel

Následující hráči nastoupili jako náhradníci: 
- Filip Cristian Jianu
- Vitalij Sačko

Následující hráči postoupili z kvalifikace:
- Bogdan Bobrov
- Sebastian Gima
- Alejo Lorenzo Lingua Lavallén
- Radu Mihai Papoe
- Ilja Snițari
- Michael Vrbenský

Následující hráč postoupil z kvalifikace jako šťatný poražený:
- Robert Strombachs

## Mužská čtyřhra

### Nasazení
| Stát                                                                                     | Hráč                | Stát     | Hráč               | ATP  | Nasazení |
| ---------------------------------------------------------------------------------------- | ------------------- | -------- | ------------------ | ---- | -------- |
| Venezuela                                                                                | Luis David Martínez | Kolumbie | Cristian Rodríguez | 204. | 1.       |
| Indie                                                                                    | Anirudh Čandrasekar | Indie    | Ardžun Kadhe       | 221. | 2.       |
| Francie                                                                                  | Jonathan Eysseric   | USA      | George Goldhoff    | 265. | 3.       |
| Polsko                                                                                   | Karol Drzewiecki    | Polsko   | Piotr Matuszewski  | 284. | 4.       |
| Žebříček ATP k 1. červenci 2024; číslo je součtem žebříčkového postavení obou členů páru |                     |          |                    |      |          |

### Jiné formy účasti
Následující páry obdržely divokou kartu:
- Daniel Uta /  Jiří Veselý
- Cezar Crețu /  Bogdan Pavel

Následující páry nastoupily z pozice náhradníků:
- Gabi Adrian Boitan /  Dan Alexandru Tomescu
- Tomás Lipovšek Puches /  Matei Cristian Onofrei
- Nicholas David Ionel /  Filip Cristian Jianu

## Ženská dvouhra

### Nasazení
| Stát                             | Hráčka                 | WTA | Nasazení |
| -------------------------------- | ---------------------- | --- | -------- |
|                                  | Mirra Andrejevová      | 31. | 1.       |
| Německo                          | Tatjana Mariová        | 60. | 2.       |
| Rumunsko                         | Jaqueline Cristianová  | 66. | 3.       |
|                                  | Anna Blinkovová        | 74. | 4.       |
|                                  | Elina Avanesjanová     | 75. | 5.       |
| Itálie                           | Martina Trevisanová    | 77. | 6.       |
| Argentina                        | María Lourdes Carléová | 93. | 7.       |
| Maďarsko                         | Anna Bondárová         | 98. | 8.       |
| Žebříček WTA k 15. červenci 2024 |                        |     |          |

### Jiné formy účasti
Následující hráčky obdržely divokou kartu do hlavní soutěže:
- Irina Baraová
- Miriam Bulgaruová
- Elena-Gabriela Ruseová

Následující hráčky postoupily z kvalifikace:
- Marie Benoîtová
- Aljona Falejová
- Séléna Janicijevicová
- Varvara Lepčenková
- Gergana Topalovová
- Simona Waltertová

Následující hráčky postoupily z kvalifikace jako šťatné poražené:
- Lea Boškovićová
- Nuria Brancacciová

### Odhlášení
před zahájením turnaje
- Ana Bogdanová → nahradila ji  Chloé Paquetová
- Bernarda Peraová → nahradila ji  Nuria Párrizasová Díazová
- Julia Putincevová → nahradila ji  Olga Danilovićová
- Arantxa Rusová → nahradila ji  Marina Bassolsová Riberová
- Majar Šarífová → nahradila ji  Anca Todoniová
- Laura Siegemundová → nahradila ji  Nuria Brancacciová
- Mojuka Učidžimová → nahradila ji   Lea Boškovićová

## Ženská čtyřhra

### Nasazení
| Stát                                                                                      | Hráčka                | Stát  | Hráčka               | WTA  | Nasazení |
| ----------------------------------------------------------------------------------------- | --------------------- | ----- | -------------------- | ---- | -------- |
| Kazachstán                                                                                | Anna Danilinová       |       | Irina Chromačovová   | 94.  | 1.       |
|                                                                                           | Alexandra Panovová    |       | Jana Sizikovová      | 98.  | 2.       |
| Spojené království                                                                        | Maia Lumsdenová       | Česko | Anna Sisková         | 138. | 3.       |
| Itálie                                                                                    | Angelica Moratelliová | USA   | Sabrina Santamariová | 159. | 4.       |
| Žebříček WTA k 15. červenci 2024; číslo je součtem žebříčkového postavení obou členů páru |                       |       |                      |      |          |

### Jiné formy účasti
Následující páry obdržely divokou kartu:
- Miriam Bulgaruová /  Georgia Crăciunová
- Cristina Dinuová /  Andreea Prisăcariuová

## Přehled finále

### Mužská dvouhra
- Hugo Dellien vs.  Javier Barranco Cosano, 6–1, 6–1

### Ženská dvouhra
- Mirra Andrejevová vs. Elina Avanesjanová, 5–7, 7–5, 4–0skreč

### Mužská čtyřhra
- Cezar Crețu /  Bogdan Pavel vs.  Karol Drzewiecki /  Piotr Matuszewski, 2–6, 6–2, [10–4]

### Ženská čtyřhra
- Anna Danilinová / Irina Chromačovová vs. Alexandra Panovová / Jana Sizikovová, 6–4, 6–2